# World Series 1940
Le World Series 1940 sono state la 37ª edizione della serie di finale della Major League Baseball al meglio delle sette partite tra i campioni della National League (NL) 1940, i Cincinnati Reds e quelli della American League (AL), i Detroit Tigers. A vincere il loro secondo titolo furono i Reds per quattro gare a tre.
I Reds interruppero una striscia di quattro vittorie consecutive dei New York Yankees, conquistando il loro primo campionato dall'edizione 1919, segnata dallo Scandalo dei Black Sox. Questo sarebbe rimasto l'ultimo per 35 anni, malgrado apparizioni in finale nel 1961, 1970 e 1972. Bill Klem invece arbitrò l'ultima di un record di 18 edizioni delle World Series come umpire.

## Sommario
Cincinnati ha vinto la serie, 4-3.
| Gara | Data      | Risultato                               | Stadio         | Tempo | Pubblico |
| ---- | --------- | --------------------------------------- | -------------- | ----- | -------- |
| 1    | 2 ottobre | Detroit Tigers – 7, Cincinnati Reds – 2 | Crosley Field  | 2:09  | 31.793   |
| 2    | 3 ottobre | Detroit Tigers – 3, Cincinnati Reds – 5 | Crosley Field  | 1:54  | 30.640   |
| 3    | 4 ottobre | Cincinnati Reds – 4, Detroit Tigers – 7 | Briggs Stadium | 2:08  | 52.877   |
| 4    | 5 ottobre | Cincinnati Reds – 5, Detroit Tigers – 2 | Briggs Stadium | 2:06  | 54.093   |
| 5    | 6 ottobre | Cincinnati Reds – 0, Detroit Tigers – 8 | Briggs Stadium | 2:26  | 55.189   |
| 6    | 7 ottobre | Detroit Tigers – 0, Cincinnati Reds – 4 | Crosley Field  | 2:01  | 30.481   |
| 7    | 8 ottobre | Detroit Tigers – 1, Cincinnati Reds – 2 | Crosley Field  | 1:47  | 26.854   |

## Hall of Famer coinvolti
- Umpire: Bill Klem
- Reds: Bill McKechnie (man.), Ernie Lombardi
- Tigers: Earl Averill, Charlie Gehringer, Hank Greenberg, Hal Newhouser